# Telmatogeton williamsi
Telmatogeton williamsi är en tvåvingeart som beskrevs av Wirth 1947. Telmatogeton williamsi ingår i släktet Telmatogeton och familjen fjädermyggor. Inga underarter finns listade i Catalogue of Life.